# Coupe de l'UFOA 1982
Navigation
Édition précédente Édition suivante
La Coupe de l'UFOA 1982 voit le sacre du Sekondi Hasaacas FC du Ghana qui bat les Nigérians des Spartans Owerri FC en finale, lors de cette sixième édition de la Coupe de l'UFOA, qui est disputée par les meilleurs clubs d'Afrique de l'Ouest non qualifiés pour la Coupe des clubs champions africains ou la Coupe d'Afrique des vainqueurs de coupe. Toutes les rencontres sont disputées en matchs aller et retour.

## Premier tour
- Matchs disputés les 31 mai et 14 juin 1982.

| Équipe 1              | Résultat      | Équipe 2                   | Aller | Retour |
| --------------------- | ------------- | -------------------------- | ----- | ------ |
| USC Bassam            | 0 - 2         | Olympique Kakandé          | 0 - 1 | 0 - 1  |
| SEIB Diourbel         | 1 - 1 2-4 tab | Mighty Blackpool           | 1 - 0 | 0 - 1  |
| Stade malien          | 3 - 0         | ASAC Concorde              | 3 - 0 | 0 - 0  |
| Buffles du Borgou FC  | 1 - 9         | Spartans Owerri FC         | 0 - 4 | 1 - 5  |
| Saint Joseph Warriors | 0 - 3         | Aiglons de Lomé            | 0 - 0 | 0 - 3  |
| Starlight Banjul      | 2 - 2 3-5 tab | UD Internacional de Bissau | 1 - 1 | 1 - 1  |

## Quarts de finale
- Matchs disputés les 20 juin et 4 juillet 1982.

| Équipe 1           | Résultat | Équipe 2                   | Aller | Retour |
| ------------------ | -------- | -------------------------- | ----- | ------ |
| Olympique Kakandé  | 1 - 3    | Stade malien               | 1 - 1 | 0 - 2  |
| Spartans Owerri FC | 3 - 1    | Stella Club d'Adjamé (T)   | 3 - 0 | 0 - 1  |
| Mighty Blackpool   | 3 - 4    | Sekondi Hasaacas FC        | 1 - 1 | 2 - 3  |
| Aiglons de Lomé    | 3 - 0    | UD Internacional de Bissau | 1 - 0 | 2 - 0  |

## Demi-finales
- Matchs disputés les 18 juillet et 1er août 1982.

| Équipe 1           | Résultat | Équipe 2            | Aller | Retour |
| ------------------ | -------- | ------------------- | ----- | ------ |
| Stade malien       | 1 - 3    | Sekondi Hasaacas FC | 1 - 2 | 0 - 1  |
| Spartans Owerri FC | 4 - 1    | Aiglons de Lomé     | 4 - 0 | 0 - 1  |

## Finale
- Matchs disputés les 16 et 30 octobre 1982.

| Équipe 1           | Résultat | Équipe 2            | Aller | Retour |
| ------------------ | -------- | ------------------- | ----- | ------ |
| Spartans Owerri FC | 0 - 1    | Sekondi Hasaacas FC | 0 - 1 | 0 - 0  |